# Ganganagar
Ganganagar (o Sri Ganganagar) è una città dell'India di 210 788 abitanti, capoluogo del distretto di Ganganagar, nello stato federato del Rajasthan. In base al numero di abitanti la città rientra nella classe I (da 100 000 persone in su). Fa parte del regions del Panjab.

## Geografia fisica
La città è situata a 29° 55' 0 N e 73° 52' 60 E e ha un'altitudine di 163 m s.l.m.

## Società

### Evoluzione demografica
Al censimento del 2001 la popolazione di Ganganagar assommava a 210 788 persone, delle quali 115 412 maschi e 95 376 femmine. I bambini di età inferiore o uguale ai sei anni assommavano a 27 939, dei quali 15 446 maschi e 12 493 femmine. Infine, coloro che erano in grado di saper almeno leggere e scrivere erano 149 218, dei quali 88 217 maschi e 61 001 femmine.